# Zakarias Cajander
Zakarias (Zacharias, Sakari) Cajander, född 6 april 1818 i Rantasalmi, död 9 maj 1895 i Borgå, var en finländsk jordbrukare och skriftställare. Cajander föddes till föräldrarna Zacharias Johan Cajander och Gustafva Karolina Neiglick. Han var en pionjär inom jordbruk och skrev flera verk om jordbrukets utveckling och metoder. 
Cajander var i yngre år ivrig fennoman. Han genomgick 1846 Mustiala lantbruksinstitut och reste därpå till Sverige, där han bland annat författade skriften Några ord om qvinnans emancipation (1847), som ansågs stöta sedligheten och för vilken Cajander ådömdes böter och tre månaders fängelse. Efter att ha bedrivit jordbruksstudier i England och Skottland återvände han till Finland, där han 1851 arrenderade en gård i Tohmajärvi 51-57. Cajander vistades 1857–1894 på nytt i Sverige, nu huvudsakligen som lantbrukslärare och skriftställare. Den till sin person högst originelle Cajander var den förste förespråkaren i Finland för ett rationellt bedrivet jordbruk.

## Verk
- Lemminkäinen kokohon haravoitu Joutomiesi Sakari Sakarinpojalta (1845, 1847)
- Några ord om qvinnans emancipation (1847)
- Lyhykäisiä osoituksia Suomen maan viljelyksessä, kerrottuna taikka annettuna Sakari Sakarin Pojalta. (1853)
- Den praktiska landhushållaren i Norrland (1857)
- Pohjanmaan uusi maanviljelys, perustettu vuoroviljelyksen päälle (1858)
- De skottska och svenska olika plöjningssätten (1864)
- Om dränering och afvägning (1866)
- Om mjölkens ändamålsenliga behandling och smörberedningen (1869)
- Hufvudgrunderna af åkerbruksläran (1871)
- Ostberedning (1871)
- Smörberedning (1871)
- De första grunderna i jordbruks-kemi och geologi (1873)
- Engelska och skotska jordbrukets historia (1877-80)
- Rationella jordbruket jemte boskapsskötseln och mejeriväsendet (1877-80)
- Lärobok i afvägning eller dränering och ängkultur (1879)
- Nyttig läsning för landtmannen (1879)
- Gödningslära (1882)
- Lärobok i det moderna jordbruket (1886)[2]